# Sd.Kfz. 10
Das Sonder-Kraftfahrzeug 10, kurz Sd.Kfz. 10 (leichter Zugkraftwagen mit 1 Tonne Anhängelast – le. Zgkw. 1 t) ist ein leichtes deutsches Halbkettenfahrzeug, das gegen Ende der Weimarer Republik für die Reichswehr als Zugmittel für leichte Artilleriegeschütze in Auftrag gegeben wurde und während des Zweiten Weltkrieges von der Wehrmacht an allen Fronten eingesetzt wurde.  Es gehört zur Gruppe der Sonderkraftfahrzeuge.

## Geschichte

### Hintergrund
Die eigentliche Historie deutscher Halbkettenzugmaschinen reicht weit in die Zeit der Reichswehr zurück. Ab 1926 beschaffte das Heereswaffenamt in Berlin mit der Idee, ein Zugfahrzeug für die bespannte Artillerie zu entwickeln, verschiedene schwere Zugfahrzeuge. Die Erprobung von landwirtschaftlichen Traktoren aus Deutschland, den Vereinigten Staaten und Großbritannien dauerte ca. 3 Jahre. Einer der beteiligten Techniker des Waffenamtes war der Ingenieur Heinrich Ernst Kniepkamp.
Auch ein besonders kleines und leichtes Halbkettenfahrzeug war in der Planung des Heereswaffenamtes vorgesehen. Die Besonderheit bei diesem Fahrzeug war eine selbsttragende Wanne, wodurch ein besonders niedriges Fahrzeug möglich wurde. Die Abteilung Wa Pruef 6 beauftragte die Deutsche Maschinenbau AG (DEMAG in Wetter (Ruhr)) zu Beginn der 1930er Jahre im Auftrag der Reichswehr. Das kleine und möglichst schnelle Fahrzeug war von Anbeginn als Zugmittel für leichte Artilleriegeschütze wie der 2-cm-Flak 30 (bzw. 2-cm-Flak 38) oder 7,5-cm-leichtes Infanteriegeschütz 18 sowie die 3,7-cm-PaK 36 geplant und sollte dabei auch die Geschützmannschaft transportieren können.

### Entwicklung
Nach der Vorstellung eines Entwurfs wurden dann Prototypen als Versuchsfahrzeuge mit den Bezeichnungen D ll 1, D ll 2 und D ll 3 produziert. Teilweise ist für diese Fahrzeuge auch die Kurzbezeichnung Demag Liliput zu finden. Zwei weitere Typen scheinen nur als Konzepte entwickelt worden zu sein, da letztlich im Jahr 1936 eine Versuchs-Serie von 8 Fahrzeugen des Typs D 6 genehmigt wurde.  

### Serien

#### D6
Die Erprobungen der Versuchs-Serien-Fahrzeuge muss zur Zufriedenheit des Heereswaffenamtes verlaufen sein, da im Jahr 1937 eine 0-Serie mit 60 Fahrzeugen des Typ D6 (Demag 6) durch das Heereswaffenamt beauftragt wurde. Mit kleineren Anpassungen wurde das Modell zur nachfolgenden Variante weiterentwickelt. 

#### D7
Schnell war das deutsche Heer vom Nutzen des seit der Ausführung D6 nicht mehr so kleinen Halbkettenfahrzeug überzeugt und es wurde noch 1938 in der weiterentwickelten Variante D7 für die Massenproduktion freigegeben.
So wurde dann ab 1938 nur noch der Typ D7 mit dem 90 PS- und ab 1940 mit dem 100 PS-Motor gefertigt. Das Fahrzeug konnte in der Grundausführung als Artillerieschlepper, Sd.Kfz. 10, acht Soldaten transportieren.

## Produktion
Bis 1939 war Demag der einzige Hersteller, danach kamen andere Unternehmen als Lizenznehmer hinzu. Diese waren:
- Büssing-NAG, Werk Berlin-Oberschöneweide
- Österreichische Saurer Werke, Wien
- Mühlenbau und Industrie AG (MIAG), Braunschweig
- Maschinenfabrik Niedersachsen Hannover (MNH), Hannover-Wülfel
- Adlerwerke, Frankfurt am Main
- MWC (Mechanische Werke Cottbus GmbH, Tochterunternehmen der Phänomen Werke, Zittau)

Insgesamt wurden von 1937 bis 1944 etwa 17.500 Exemplare beider Versionen hergestellt.

## Technische Beschreibung
Eine Besonderheit des Sd.Kfz. 10 ist der geringe Rollwiderstand, der nur 5 % höher als der eines vierrädrigen Fahrzeuges ausfiel. Daher ist die Höchstgeschwindigkeit von 65 km/h ein für Kettenfahrzeuge hoher Wert.
Das halbautomatische Maybach-Variorex-Vorwählgetriebe mit sieben Vorwärts- und drei Rückwärtsgängen war für die damalige Zeit sehr modern und dabei einfach zu bedienen. Motor und Getriebe zeichneten sich durch große Zuverlässigkeit aus.
Typ D7 (1938–1944)
- Zulässiges Gesamtgewicht: 4,9 t
- Gesamtlastzug: 6,71 t
- Zulässige Anhängelast: 1 t
- Übliche Anhängelast bis 1,8 t
- Zugkraft am Haken: 2,7 t
- Kettenteilung: 160 mm
- Kettenlänge: 6,56 m
- Ketten-Bodenauflagelänge: 1,36 m
- Radsturz: 3°
- Vorspur: 12 mm (≈1,25°)
- Hindernisüberkletternfähigkeit: 0,4 m
- Kraftstoffverbrauch Liter/100 km: 34 auf Straße, 67 im Gelände
- Motor, Tankinhalt, Fahrbereich Typ D7, Ausführung A: Maybach NL 38 TRKM, 3,8 l Hubraum, 90 PS bei 2800/min – 90-l-Tank; 240 km auf Straße / 120 km im Gelände
- Motor, Tankinhalt, Fahrbereich Typ D7, Ausführung B: Maybach HL 42 TRKM, 4,2 l Hubraum, 100 PS bei 2800/min – 110-l-Tank; 300 km auf Straße / 150 km im Gelände
- Durchschnittsgeschwindigkeit: 45 km/h

## Einsatz
Der le. Zgkw. 1 t kam während des Zweiten Weltkrieges bei der Wehrmacht bis zuletzt verbreitet an allen Fronten zum Einsatz. Einige Fahrzeuge wurden an die verbündete Armee des Königreichs Rumänien abgegeben und in der Folge vor allem an der Ostfront zum Ziehen der eigenen Geschütze verwendet.

## Varianten
- Sd.Kfz. 10 – Leichter Zugkraftwagen 1 t
- Sd.Kfz. 10/1 – Leichter Gasspürkraftwagen
- Sd.Kfz. 10/2 – Leichter Entgiftungskraftwagen
- Sd.Kfz. 10/3 – Leichter Sprühkraftwagen
- Sd.Kfz. 10/4 – Leichte Selbstfahrlafette 2 cm Flak 30 auf Fahrgestell Zugkraftwagen 1 t
- Sd.Kfz. 10/5 – Leichte Selbstfahrlafette 2 cm Flak 38 auf Fahrgestell Zugkraftwagen 1 t (zum Teil mit gepanzerter Kabine)

1939 wurde aus dem Sd.Kfz. 10 Version D7 der leichte Schützenpanzerwagen Sd.Kfz. 250 abgeleitet. 
Um 1939 wurden 12 Stück D7 an Schweden verkauft, dorthin kamen zwischen 1939 und 1944 auch 142 Stück 10,5-cm-leichte Feldhaubitze 18, die mit dem Fahrzeug gezogen werden konnte.

## Ausländische Nachbauten
Wenig bekannt ist, dass Schweden während des Zweiten Weltkrieges eine Nachbaulizenz erwarb. Bei Volvo entstanden ca. 100 Stück des Volvo HBT und offiziell beim schwedischen Heer „Geschütz-Zugmaschine m/43“ genannten Fahrzeugs, das bis auf einen anderen Motor (von Volvo) und dementsprechend eine andere Motorhaube seinem deutschen Vorbild glich.

## Museale Rezeption und existierende Fahrzeuge

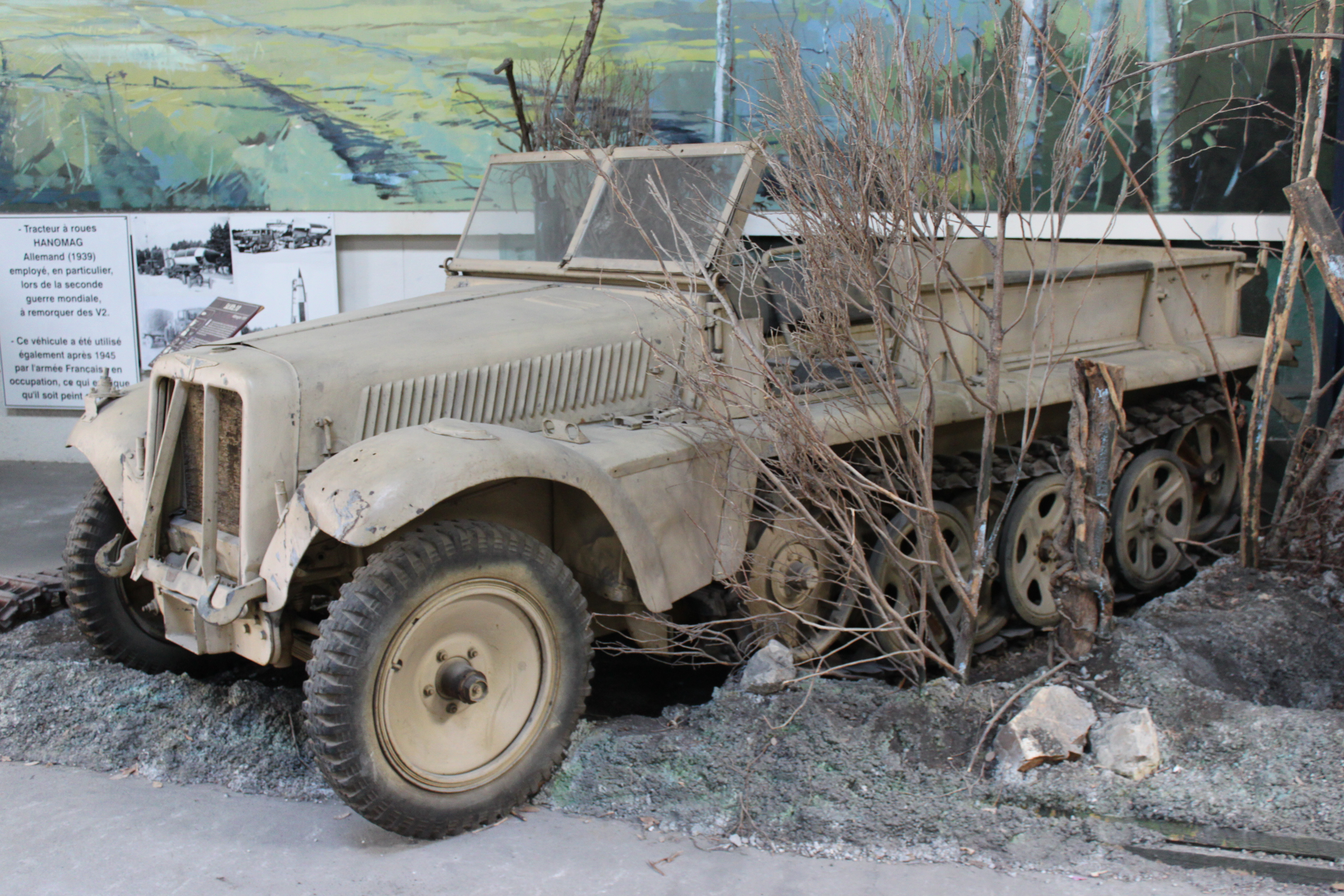
Exemplar im Musée des Blindés in Saumur, Frankreich

Heute befinden sich noch etwa 60 D7 im Besitz von privaten Sammlungen und Museen, wovon etwa die Hälfte restauriert bzw. fahrbereit ist.